# 11668 Balios
11668 Balios (1997 VV1) là một Trojan của Sao Mộc được phát hiện ngày 3 tháng 11 năm 1997 bởi P. Pravec ở the Ondřejov Observatory.